# Loisin
Loisin é uma comuna francesa na região administrativa de Auvérnia-Ródano-Alpes, no departamento da Alta Saboia. Estende-se por uma área de 7.8 km². Em 2010 a comuna tinha 1 627 habitantes (densidade: 208,6 hab./km²).